# Tsentralni (Bélaya Glina, Krasnodar)
Tsentralni (del ruso: Центральный) es un posiólok del raión de Bélaya Glina del krai de Krasnodar de Rusia. Está situado 12 km al norte de Bélaya Glina y 192 km al nordeste de Krasnodar, la capital del krai. Tenía 1 177 habitantes en 2010
Es cabeza del municipio Tsentrálnoye, al que pertenecen asimismo Vostochni, Západni, Maguistralni, Sadovi, Selektsioni y Semiónovodcheski.